# イタリア野球ソフトボール連盟
イタリア野球ソフトボール連盟（イタリア語: Federazione Italiana Baseball Softball、略称: FIBS）は、イタリアにおける野球とソフトボールの普及を目的としている団体。連盟はイタリアオリンピック委員会（CONI）に参加している。また、連盟は野球・ソフトボールの他、主として視覚障害者が行うグランドソフトボールについても普及をはかっている。

## 歴史
FIBS は1948年末にイタリアソフトボール連盟 (イタリア語: Lega Italiana Softball) とイタリア野球協会 (イタリア語: Associazione Italiana Baseball) が合併して発足した。
1950年1月29日、FIBSはイタリア野球連盟(イタリア語: Lega Italiana Baseball)と合併してイタリア野球連盟 (Federezione Italiana Palla a Base, FIPAB) となった。
1970年には新たに、イタリア野球ソフトボール連盟 (イタリア語: Federazione Italiana Baseball e Softball, FIBS) という名前が採択された。

## 会長
1950年から現在までの会長 (presidente)
- Principe Steno Borghese 1950-1961年
- Giuseppe Ghillini 1961-1968
- Bruno Beneck 1969-1984
- Mario Pescante 1984-1985（CONIの代表の肩書）
- Aldo Notari 1985-2001
- Everardo Dalla Noce 2001
- リカルド・フラッカリ 2001-

## 事務長
1950年から現在までの会長 (segretario generale)
- Franco De Vitis 1950-1961
- Sergio Baroni 1961-1978
- Massimo F. Ceccotti 1978-1983
- Giampiero Paolini 1983-1985
- Dino Rossi 1985-1999（1985-1990 実行会長の肩書）
- Alessandro Pica 1999-2002
- Marcello Standoli 2002-